# Dewizówka
Dewizówka (ros. Интердевочка) – radziecko-szwedzki dramat obyczajowy z 1989 roku w reżyserii Piotra Todorowskiego, na podstawie powieści Władimira Kunina.

## Fabuła
Pielęgniarka Tatiana Zajcewa pracuje w szpitalu, ale jej niewielka pensja nie pozwala jej na normalne życie i pomoc chorej matce. Decyduje się na uprawianie nierządu z zagranicznymi turystami. Jeden z klientów – Szwed Larsen proponuje Tatianie małżeństwo i wyjazd do Szwecji. Wymarzony Zachód przynosi jednak pasmo rozczarowań, a znajomi Larsena nie pozwalają Tatianie zapomnieć, że do niedawna była prostytutką.
Literackim pierwowzorem filmu stała się powieść Władimira Kunina, która powstała na podstawie rozmów z leningradzkimi prostytutkami. Początkowo powieść nosiła tytuł Prostytutka, ale po zakwestionowaniu go przez cenzurę, Kunin zastąpił go neologizmem Интердевочка, który przyjął się w języku rosyjskim na określenie prostytutki pracującej za waluty wymienialne. Był pierwszym dziełem kinematografii radzieckiej, który podejmował problem prostytucji. Dewizówka stała się w ZSRR największym sukcesem kasowym 1989 roku – obejrzało ją 41,3 mln widzów.

## Obsada
- Jelena Jakowlewa jako Tania Zajcewa
- Łarisa Malewannaja jako Anna Zajcewa
- Wsiewołod Szyłowski jako ojciec Tanii
- Tomas Laustiola jako Ed Larsen
- Ingeborga Dapkūnaitė jako Kisulja
- Irina Rozanowa jako Serafima Arkadijewna
- Tomas Laustiola jako mąż Tani
- Wiktor Chromuszkin jako Wołodia
- Zinowij Gerdt jako Boris Siemionowicz
- Tatiana Agafonowa jako Wierka
- Marija Winogradowa
- Natalia Szczukina
- Torsten Wahlund